# اسکیت‌باز حرفه‌ای تونی هاک ۱ + ۲
اسکیت‌باز حرفه‌ای تونی هاک ۱ + ۲ (انگلیسی: Tony Hawk's Pro Skater 1 + 2) یک بازی ویدئویی در سبک اسکیت‌بردینگ است که توسط اکتیویژن و در سال ۲۰۲۰ و در پلت‌فرم‌های پلی‌استیشن ۴، اکس‌باکس وان، و مایکروسافت ویندوز منتشر شده‌است.